# John J. McCloy
John J. McCloy (* um 1945) ist ein nordirischer Badmintonspieler. 

## Karriere
John McCloy siegte 1972 bei den Welsh International, den Irish Open und den nationalen irischen Titelkämpfen. In Irland war er dabei jeweils mit Mary Bryan im Mixed erfolgreich und mit Peter Moore im Herrendoppel. 1970 nahm er an den British Commonwealth Games teil.

## Sportliche Erfolge
| Saison | Veranstaltung                 | Disziplin    | Platz | Name                      |
| ------ | ----------------------------- | ------------ | ----- | ------------------------- |
| 1972   | Irish Open                    | Mixed        | 1     | John McCloy / Mary Bryan  |
| 1972   | Irland: Einzelmeisterschaften | Mixed        | 1     | John McCloy / Mary Bryan  |
| 1972   | Welsh International           | Herrendoppel | 1     | John McCloy / Peter Moore |